# Dottor Simon Locke
Dottor Simon Locke  (Dr. Simon Locke) è una serie televisiva canadese in 104 episodi trasmessi per la prima volta nel corso di 4 stagioni dal 1971 al 1975. La serie fu reintitolata Police Surgeon dal 1972.
È una serie drammatica incentrata sulle vicende dei medici Simon Locke e Andrew Sellers. Nel 1972, Jack Albertson (che interpretava Andrew Sellers) lasciò la serie che fu ribattezzata Police Surgeon, con il dottor Locke che va a lavorare come medico legale per il dipartimento di polizia.

## Personaggi e interpreti

### Guest star
Tra le  guest star: Sid Brown, Paul Burke, John H. Evans, Richard M. Davidson, Leslie Carlson, George Sperdakos, Catherine Begin, Harvey Fisher, Walter Massey, Bonnie Carol Case, Dominique Briand, Helen Shaver, Tedde Moore, Danny Griesdorf, Dean Stockwell, Ralph Meeker, Tom Harvey, Christopher Pellett, Larry Reynolds, Ed Nelson, Myron Natwick, Blair Brown, Ken James, Susan Strasberg, Andrew Prine, Tim Henry, James Colicos, Peter Haskell, Art Hindle, Skye Aubrey.

## Produzione
La serie fu prodotta da Four Star Productions e girata nell'Ontario in Canada.

## Distribuzione
La serie fu trasmessa in Canada 1971 al 1975 sulla rete CTV Television Network e negli Stati Uniti in syndication. In Italia è stata trasmessa con il titolo Dottor Simon Locke.

## Episodi

### Dottor Simon Locke
| Stagione         | Episodi | Prima TV Canada | Prima TV Italia |
| ---------------- | ------- | --------------- | --------------- |
| Prima stagione   | 26      | 1971-1972       |                 |
| Seconda stagione | 26      | 1972-1973       |                 |
| Terza stagione   | 26      | 1973-1974       |                 |
| Quarta stagione  | 26      | 1974-1975       |                 |